# 约瑟夫·诺曼·洛克耶
约瑟夫·诺曼·洛克耶爵士（英語：Joseph Norman Lockyer，1836年5月17日—1920年8月16日），英国科学家、天文学家，与法国科学家皮埃尔·让森一同发现了氦气。科学期刊《自然》创始人和首任编辑。月球洛克伊尔陨石坑以他的名字命名。